# Playa Cerro
Playa Cerro är en ort i Mexiko.   Den ligger i kommunen Santo Domingo Tepuxtepec och delstaten Oaxaca, i den sydöstra delen av landet, 400 km sydost om huvudstaden Mexico City. Playa Cerro ligger 2 230 meter över havet och antalet invånare är 102.
Terrängen runt Playa Cerro är kuperad norrut, men söderut är den bergig. Runt Playa Cerro är det glesbefolkat, med 11 invånare per kvadratkilometer. Närmaste större samhälle är Santo Domingo Tepuxtepec, 2,9 km nordost om Playa Cerro. I omgivningarna runt Playa Cerro växer i huvudsak blandskog.